# Seba-Flossenblatt
Das Seba-Flossenblatt (Monodactylus sebae, Syn.: Psettias sebae), auch Afrikanisches Flossenblatt genannt, ist ein Fisch aus der Familie der Flossenblätter (Monodactylidae) und die einzige Art der Familie im Atlantik. Es kommt an der Küste Westafrikas von den Kanaren und dem Senegal bis nach Angola vor.

## Merkmale
Das Seba-Flossenblatt erreicht eine Maximallänge von 25 cm, bleibt für gewöhnlich aber bei 15 cm Länge. Die Fische besitzen einen sehr hohen Körper, die Höhe wird von den weit ausgezogenen, oben und unten zugespitzten, senkrechten Flossen (Rücken- und Afterflosse) noch verstärkt. Die Farbe der Fische ist silbrig, die obere Körperhälfte leicht gelbbraun, die unpaaren Flossen gelblich bis orange getönt. Drei bis fünf senkrechte, dunkle Binden ziehen sich über den Körper, von denen drei deutlich sind. Eine Augenbinde, eine breite Binde von der Spitze der Rückenflosse über die Flanken bis zur Spitze der Afterflosse und eine um die Schwanzflossenwurzel. Die Bindenzeichnung tritt bei jüngeren Tieren deutlich hervor und wird mit zunehmendem Alter schwächer. Es wurden aber auch einheitlich dunkle Jungfische und Farbwechsel von goldgelb mit dunkler Bindenzeichnung zu einer ganz schwarzen Färbung beobachtet. Afrikanische Flossenblätter weisen keinen Geschlechtsdimorphismus auf; das heißt Männchen und Weibchen sind äußerlich nicht voneinander zu unterscheiden.
- Flossenformel: Dorsale VIII/32–36, Anale III/37, Petorale 17, Ventrale I/5.
- Schuppenformel: mLR 50.

## Lebensweise
Das Seba-Flossenblatt lebt in größeren Schwärmen, die mehrere hundert Tiere umfassen können, in Mangroven, Flussmündungen, seichten Buchten und an Schiffswracks im Meer, seltener im Brackwasser und kurzzeitig auch im Süßwasser. Es ernährt sich von Zooplankton, kleinen Fischen und Garnelen und kann über zehn Jahre alt werden (Aquarium der Wilhelma, Stuttgart).